# Wiktor Jengibarjan

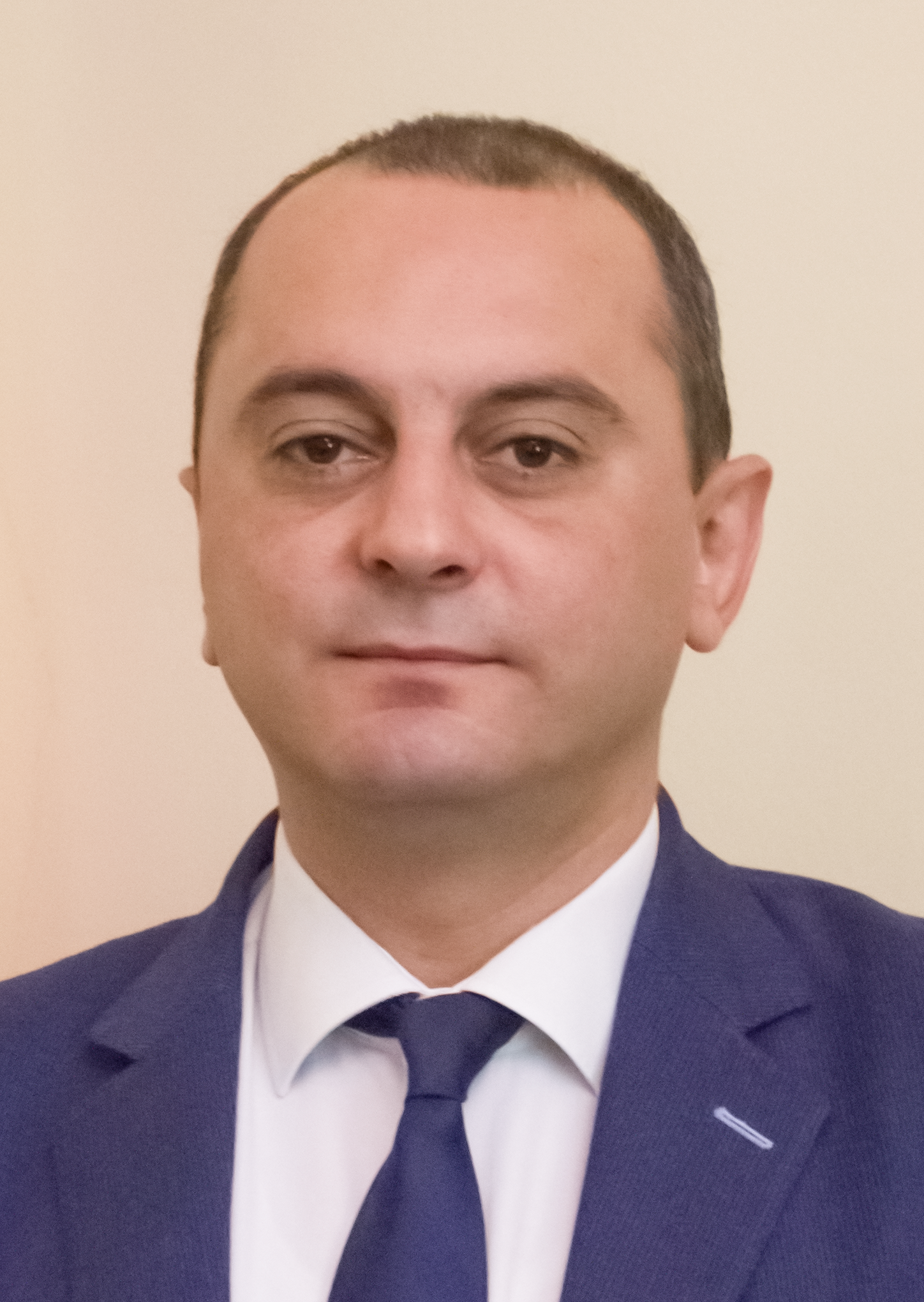
Viktor Yengibaryan, 2019

Viktor Yengibarjan (auch Wiktor Jengibaryan, armenisch Վիկտոր Ենգիբարյան; * 11. Juli 1981 in Talin) ist der armenische Botschafter in Deutschland und Liechtenstein.

## Leben
Yengibaryan absolvierte von 1998 bis 2002 ein Bachelorstudium der Sozialwissenschaften an der Staatlichen Universität Jerewan. Es schloss sich von 2002 bis 2004 ein Masterstudium Transnationalisierung an der Ruhr-Universität Bochum an. Zugleich absolvierte er von 2002 bis 2003 ein Fernstudium an der Fernuniversität Hagen im Bereich Regionalisierung, Globalisierung und Europäisierung. In dieser Zeit war er von 2002 bis 2004 auch Vorstandsmitglied des Armenisch-Akademischen Vereins 1860 e.V. In der Zeit von 2005 bis 2018 war er Präsident  der Europäischen Bewegung Armeniens.
Von 2005 bis 2006 arbeitete er als Datenbearbeiter für das Entwicklungsprogramm der Vereinten Nationen (UNDP) im Programm für humanitäre Minenräumung. Von 2008 bis 2010 war er Mitglied des Vorstands der UN Millennium-Entwicklungsziele. In der Zeit von 2011 bis 2013 war er Portfolio Manager und Berater für internationale Zusammenarbeit bei der Deutschen Gesellschaft für Internationale Zusammenarbeit (GIZ). Im Jahr 2018 absolvierte er eine Fortbildung an der Fletcher School of Law and Diplomacy. Im gleichen Jahr wurde er Mitglied der Stadtverwaltung von Jerewan. Von 2019 bis 2021 war er für die Partei Zivilvertrag gewählter Abgeordneter der armenischen Nationalversammlung. Er gehörte der Fraktion Mein Schritt an und war Mitglied des Ausschusses für Europäische Integration. 2021 war er Leiter der Delegation EURO-NEST. Er wirkte außerdem als Leiter der armenisch-österreichischen parlamentarischen Freundschaftsgruppe und war assoziiertes Delegationsmitglied NATO sowie Mitglied der Kommission für Partnerschaft und Zusammenarbeit zwischen dem Europäischen Parlament und der armenischen Nationalversammlung.
Am 5. November 2021 erfolgte seine Ernennung zum armenischen Botschafter in Deutschland mit Sitz in der Armenischen Botschaft in Berlin. Seit dem 10. Juni 2022 ist er außerdem auch für Liechtenstein als Botschafter akkreditiert.
Neben Armenisch spricht Yengibaryan auch Deutsch, Englisch und Russisch. Er ist verheiratet und Vater zweier Kinder.